# Marokko op de Olympische Zomerspelen 1964
Marokko nam deel aan de Olympische Zomerspelen 1964 in Tokio, Japan. Het was de tweede deelname en in tegenstelling tot de eerste keer won het geen enkele medaille.

## Deelnemers en resultaten
(m) = mannen, (v) = vrouwen 

### Atletiek
| Olympiër           | Onderdeel              | Resultaat | Prestatie                                                                    |
| ------------------ | ---------------------- | --------- | ---------------------------------------------------------------------------- |
| Bouchaib El-Maachi | 100m (m)               | 18e       | serie 2: 3de in 10,6 kwartfinale 2: 6de in 10,5                              |
| Bouchaib El-Maachi | 200m (m)               | 16e       | serie 3: 4de in 21,5 kwartfinale 3: 4de in 21,6 halve finale 1: 8ste in 21,6 |
| Ben Assou El-Ghazi | 5000m (m)              | DNS       | serie 4: niet gestart                                                        |
| Ben Assou El-Ghazi | 3000m steeplechase (m) | 9e        | serie 1: 3de in 8.42,8 finale: 9de in 8.43,6                                 |
| Bakir Ben Aissa    | marathon (m)           | 12e       | 2:22.27                                                                      |
| Lahcen Samsam Akka | kogelstoten (m)        | 18e       | kwalificatie: 18de met 17,24m                                                |

### Boksen
| Olympiër       | Onderdeel   | Resultaat | Prestatie                                                                     |
| -------------- | ----------- | --------- | ----------------------------------------------------------------------------- |
| Fatah Ben Farj | -63,5kg (m) | 17e       | 1ste ronde: vrij 2de ronde: V van CUB Betancourt: knock-out                   |
| Lahcen Ahidous | -75kg (m)   | 9e        | 1ste ronde: vrij 2de ronde: V van CHI Salinas: scheidsrechterlijke beslissing |

### Gewichtheffen
| Olympiër        | Onderdeel   | Resultaat | Prestatie                                                                                |
| --------------- | ----------- | --------- | ---------------------------------------------------------------------------------------- |
| Abderrahim Tazi | -75kg (m)   | 17e       | drukken: 18de met 112,5kg trekken: 18de met 107,5kg stoten: 17de met 135kg totaal: 355kg |
| Mustapha Adnane | -82,5kg (m) | 20e       | drukken: 17de met 125kg trekken: 19de met 115kg stoten: 20ste met 150kg totaal: 390kg    |

### Voetbal
| Olympiër | Onderdeel | Resultaat | Prestatie                                                |
| --- | --------- | --------- | -------------------------------------------------------- |
| Abdel Kader Mohamed Abdel Kader Moukhtatif Abdel Kader Morchid Abderrazak Nijam Ali Ben Dayan Ali Bouachra Amar Ben Siffedine Driss Bamoos Mohamed Lamari Mustapha Fahim Allal Ben Kassou Abdel Ghani El-Mansouri Mohamed Al-Sahraoui Moulay Idriss Kanoussi Abdellah Kastaiani Mohammed Kenzedine Ahmed Laghrissi Sadni Nafai | mannen    | 9e        | groep B: 3de V van Hongarije: 0-6 V van Joegoslavië: 1-3 |

| Groep B |             |             |             |             |             |            |            |            |        |
| #       | Land        | Wedstrijden | Wedstrijden | Wedstrijden | Wedstrijden | Doelpunten | Doelpunten | Doelpunten | Punten |
| #       | Land        | G           | W           | G           | V           | V          | T          | Saldo      | Punten |
| 1       | Hongarije   | 2           | 2           | 0           | 0           | 12         | 5          | +7         | 4      |
| 2       | Joegoslavië | 2           | 1           | 0           | 1           | 8          | 7          | +1         | 2      |
| 3       | Marokko     | 2           | 0           | 0           | 2           | 1          | 9          | −8         | 0      |
| 4       | Pakistan    | 0           | 0           | 0           | 0           | 0          | 0          | 0          | 0      |

| Ronde      | Datum    | Plaats      | Land | Score   | Land |
| ---------- | -------- | ----------- | ---- | ------- | ---- |
| Groepsfase |          |             |      |         |      |
| 11 oktober | Tokio    | Hongarije   | 6-0  | Marokko |      |
| 13 oktober | Yokohama | Joegoslavië | 3-1  | Marokko |      |

Afghanistan · Algerije · Argentinië · Australië · Bahama's · België · Bermuda · Birma · Bolivia · Brazilië · Brits-Guiana · Bulgarije · Cambodja · Canada · Ceylon · Chili · Colombia · Congo-Brazzaville · Costa Rica · Cuba · Denemarken · Dominicaanse Republiek · Duits eenheidsteam · Ethiopië · Filipijnen · Finland · Frankrijk · Ghana · Griekenland · Groot-Brittannië · Hongarije · Hongkong · Ierland · IJsland · India · Irak · Iran · Israël · Italië · Ivoorkust · Jamaica · Japan · Joegoslavië · Kameroen · Kenia · Libanon · Liberia · Libië · Liechtenstein · Luxemburg · Madagaskar · Maleisië · Mali · Marokko · Mexico · Monaco · Mongolië · Nederland · Nederlandse Antillen · Nepal · Nieuw-Zeeland · Niger · Nigeria · Noord-Rhodesië · Noorwegen · Oeganda · Oostenrijk · Pakistan · Panama · Peru · Polen · Portugal · Puerto Rico · Roemenië · Senegal · Sovjet-Unie · Spanje · Taiwan · Tanganyika · Thailand · Trinidad en Tobago · Tsjaad · Tsjecho-Slowakije · Tunesië · Turkije · Uruguay · Venezuela · Verenigde Arabische Republiek · Verenigde Staten · Vietnam · Zuid-Korea · Zuid-Rhodesië · Zweden · Zwitserland